# Welcome to St. Tropez
Pour les articles homonymes, voir Tropez.
Singles de DJ Antoine vs Timati Feat. Kalenna
Amanama (Money)
(2011) Sunlight
(2011)
Welcome to St. Tropez est une chanson du DJ suisse DJ Antoine avec la participation vocale du rappeur russe Timati et de la chanteuse américaine Kalenna. À l'origine cette chanson est de Timati et Kalenna. Le single entre dans le top 10 en Autriche, en France, en Pologne, en Allemagne en Suisse et aux Pays-Bas. Le single est certifié disque de platine en Suisse

## Classements
| Classement (2011)            | Meilleure position |
| ---------------------------- | ------------------ |
| Suisse (Schweizer Hitparade) | 45                 |

| Classement (2011)                       | Meilleure position |
| --------------------------------------- | ------------------ |
| Allemagne (Media Control AG)            | 3                  |
| Autriche (Ö3 Austria Top 40)            | 4                  |
| Belgique (Flandre Ultratop 50 Singles)  | 9                  |
| Belgique (Wallonie Ultratop 50 Singles) | 17                 |
| Espagne (PROMUSICAE)                    | 16                 |
| France (SNEP)                           | 7                  |
| Hongrie (Dance Top 40)                  | 3                  |
| Hongrie (Rádiós Top 40)                 | 5                  |
| Hongrie (Single Top 40)                 | 34                 |
| Pays-Bas (Nederlandse Top 40)           | 1                  |
| Pays-Bas (Single Top 100)               | 10                 |
| Pologne (Dance Top 50)                  | 1                  |
| Tchéquie (IFPI Rádio)                   | 3                  |
| Roumanie (Romanian Top 100)             | 1                  |
| Russie (Russian Music Charts)           | 21                 |
| Suisse (Schweizer Hitparade)            | 2                  |

### Classement de fin d'année
| Classement (2011)               | Position |
| ------------------------------- | -------- |
| Allemagne Classement single     | 21       |
| Pologne Classement single dance | 2        |
| Suisse Classement single        | 6        |

### Certifications
| Pays   | Organisme | Certification | Vente  |
| ------ | --------- | ------------- | ------ |
| Suisse | IFPI      | 3 × Platine   | 90 000 |